# MYCIN
MYCIN была ранней экспертной системой, разработанной за 5 или 6 лет в начале 1970-х годов в Стэнфордском университете. Она была написана на Лиспе как докторская диссертация Эдвардом Шортлиффом под руководством Bruce Buchanan, Стэнли Коэна и других. В этой же лаборатории была ранее создана экспертная система Dendral, но на этот раз внимание было акцентировано на использовании решающих правил с элементами неопределенности. MYCIN был спроектирован для диагностирования бактерий, вызывающих тяжелые инфекции, такие как бактериемия и менингит, а также для рекомендации необходимого количества антибиотиков в зависимости от массы тела пациента. Название системы происходит от суффикса «-мицин», часто встречающегося в названиях антибиотиков. Также Mycin использовалась для диагностики заболеваний свертываемости крови.

## Метод
MYCIN оперировала с помощью довольно простой машины вывода, и базы знаний из ~600 правил. После запуска, программа задавала пользователю (врачу) длинный ряд простых «да/нет» или текстовых вопросов. В результате, система предоставляла список подозреваемых бактерий, отсортированный по вероятности, указывала доверительный интервал для вероятностей диагнозов и их обоснование (то есть MYCIN предоставляла список вопросов и правил, которые привели её к именно такому ранжированию диагнозов), а также рекомендовала курс лечения.
Несмотря на успех MYCIN, она вызвала дебаты по поводу правомерности её машины вывода. Исследования, проведенные разработчиками, показали, что эффективность системы минимально зависит от конкретных числовых особенностей реализаций правил вывода. Они допустили, что эффективность в значительно большей степени зависит от способа представления знаний и способа вывода. Этот вопрос был рассмотрен в (Shortliffe EH and Buchanan BG. A model of inexact reasoning in medicine. Mathematical Biosciences 23:351-379, 1975) и потом в их подробной книге о MYCIN и связанных с ней экспериментах (Rule Based Expert Systems: The MYCIN Experiments of the Stanford Heuristic Programming Project, EH Shortliffe, eds. Reading, MA: Addison-Wesley, 1984).

## Результаты
Исследования, проведенные в Stanford Medical School, обнаружили, что MYCIN предлагает приемлемую терапию примерно в 69 % случаев, что лучше, чем у экспертов по инфекционным болезням, которых оценивали по тем же критериям. Это исследование часто цитируют, чтобы продемонстрировать возможную степень несогласия между решениями врачей, даже если они эксперты, когда нет «золотого стандарта» для правильного лечения (Yu VL, et al. Antimicrobial selection by a computer — a blinded evaluation by infectious disease experts. Journal of the American Medical Association 242:1279-1282, 1979).

## Практическое использование
Фактически, MYCIN никогда не использовалась на практике. И не в силу низкой её эффективности. Как уже упоминалось, в тестах она превосходила профессоров Stanford medical school. Некоторые исследователи поднимали этические и правовые вопросы, связанные с использованием компьютеров в медицине — если программа дает неправильный прогноз или предлагает неправильное лечение, кто должен отвечать за это? Тем не менее, наибольшей проблемой и настоящей причиной, почему MYCIN не используется в повседневной практике, было состояние технологий системной интеграции, особенно во времена её создания. MYCIN была автономной системой, требующей от пользователя набора всей необходимой информации. Программа запускалась на сервере с разделением времени, доступному по раннему Интернету (ARPANet), когда еще не было персональных компьютеров. В наше время, подобная система была бы интегрирована с системой медицинских записей, извлекала бы ответы на свои вопросы из базы данных о пациентах, и была бы значительно менее зависима от ввода информации врачом. В 1970-х, сеанс работы с MYCIN мог легко занять 30 минут и более — что составляет недопустимые потери времени для занятого врача клиники.
Наибольшим достижением MYCIN была демонстрация мощи её подхода к представлению знаний и построению выводов. Позже было разработано множество экспертных систем, основанные на правилах. В 1980-х появились «оболочки» для экспертных систем (в том числе основанных на MYCIN, известная как E-MYCIN (разрабатываемая KEE)), что способствовало разработке экспертных систем в разнообразных прикладных областях.
Главной трудностью, с которой столкнулись во время разработки MYCIN и последующих экспертных систем, было «извлечение» знаний из опыта людей-экспертов для формирования базы правил. Сейчас данными вопросами занимается инженерия знаний.